# فابین چنکوآ
فابین چنکوآ (انگلیسی: Fabien Tchenkoua؛ زادهٔ ۱ اکتبر ۱۹۹۲) بازیکن فوتبال اهل کامرون است.
از باشگاه‌هایی که در آن بازی کرده‌است می‌توان به باشگاه فوتبال سنت ترویدنس، باشگاه فوتبال کارل زایس ینا، باشگاه فوتبال نیم المپیک، باشگاه فوتبال پاریس، و باشگاه فوتبال سدان اشاره کرد.